# 마리 맥도널드

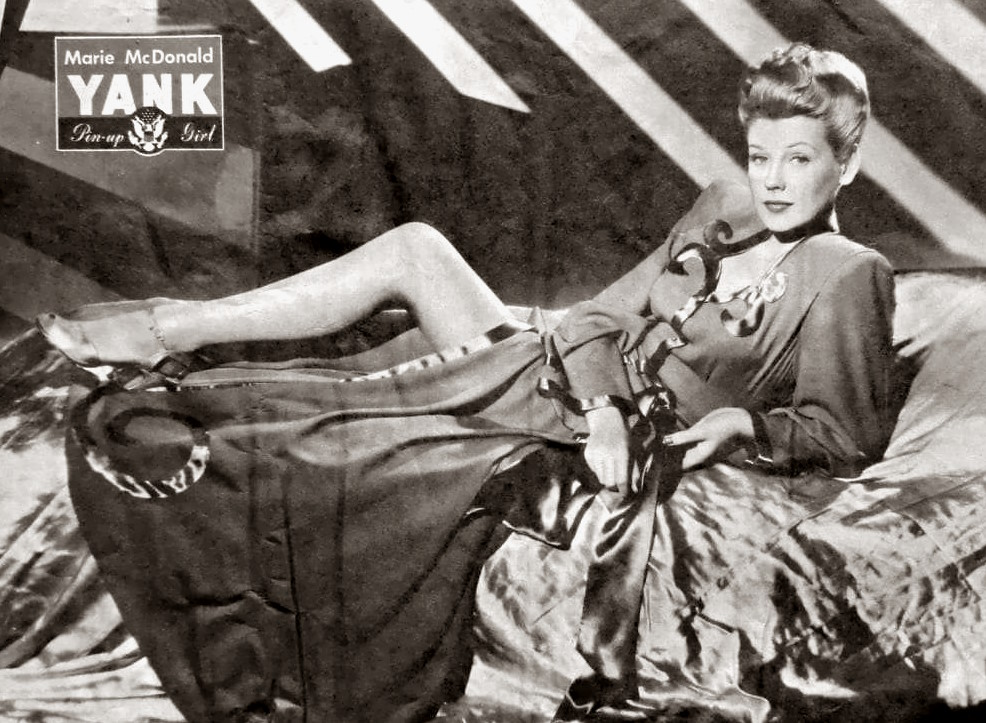

마리 맥도널드(Marie McDonald, 1923년 7월 6일 ~ 1965년 10월 21일)는 미국의 가수, 연극 배우, 텔레비전 배우, 영화배우이다.
칼라바사스에서 사망하였다. 사인은 과다복용이다. 포리스트 론 메모리얼 파크에 매장되었다.

## 영화
- 핫 스윗 (1985년)
- 게이샤 보이 (1958년)
- 리빙 인 어 빅 웨이 (1947년)
- 이츠 어 프레저 (1945년)
- 게스트 인 더 하우스 (1944년)
- 럭키 조단 (1942년)